# Наташа Вотчем-Рой
Наташа Вотчем-Рой (англ. Natasha Watcham-Roy, нар. 28 квітня 1992) — канадська регбістка, бронзова призерка Олімпійських ігор 2016 року.

## Виступи на Олімпіадах
| Олімпіада           | Дисципліна | Місце |
| ------------------- | ---------- | ----- |
| Ріо-де-Жанейро 2016 | регбі-7    | 3     |

## Зовнішні посилання
- Наташа Вотчем-Рой — олімпійська статистика на сайті Sports-Reference.com (англ.) (архівна версія)